# Jan Kress
Jan Kress (* 1980 in Offenbach am Main) ist ein deutscher Schauspieler, Tänzer und Performer. Kress ist gehörlos.

## Leben
Nach einer Ausbildung zum Herrenschneider am Schauspiel Frankfurt absolvierte Jan Kress eine Weiterbildung zum Gebärdensprachdozenten.
Mit 14 Jahren stand Kress das erste Mal auf einer Bühne. Beim Theaterfestival Clin d’oeil in Reims/Frankreich wurde er 2015 mit dem Preis „Bester Internationaler Schauspieler“ für den Kurzfilm Jenseits von Worten von Oscar Lauterbach ausgezeichnet. Danach folgten verschiedene Theaterproduktionen beim Deutschen Gehörlosen-Theater und bei verschiedenen Berliner Spielstätten. Das Stück Swallow Swallow entstand im Anschluss an eine Forschungsresidenz des Netzwerkprojekts Making a Difference an den Sophiensälen und war zugleich Jan Kress’ erstes abendfüllendes Solo.
Im März 2022 war er in der Folge Ohne Worte in der Rolle des Tim Wollenschläger in der ARD-Produktion WaPo Berlin zu sehen.
Kress lebt in Berlin.

## Filmografie

### Film
- 2014: Jenseits von Worten (Kurzfilm), Regie: Oscar Lauterbach

### Fernsehen
- 2019: Sehen statt Hören (Die Hauptsache)
- 2022: WaPo Berlin (Episode: Ohne Worte)
- 2022: SOKO Potsdam (Episode: Fremder Vertrauter)

## Theater
- 2014–2015: bodieSLANGuage, Ballhaus Ost, Regie: Nicola Mascia, Gal Naor, Matan Zamir
- 2015: Gott ist taub., 6. DeGeTh Festival, Regie: Benedikt J. Feldmann
- 2016: Asutorito Endoruwaito mit Astrid Endruweit (als Gastperformer), HAU, Regie: Michael Laub
- 2016–2018: Der Diener zweier Herren (Carlo Goldoni), Deutsches Gehörlosen-Theater, Regie: Zoe Xanthopoulou
- 2018: Luna – das Musical, Theatercouch (Wien), Regie: Rory Six
- 2019: Die Hauptsache (Nikolai Evreinov), Deutsches Gehörlosen-Theater, Regie: Jeffrey Döring
- 2019: Vier – Ein visuelles Musical, Sophiensäle, Konzept: Lange/Kress/Mazza/Stymest
- 2021: Swallow Swallow, Sophiensäle, Konzept: Jan Kress
- 2021: Golem, RambaZamba, Regie: Jacob Höhne
- 2021: Otto Augenmerk, FELD Theater für junges Publikum, Produktion: Gabriel Galindez Cruz
- 2022: Vögel, Possible World, Regie: Michaela Caspar & Giuseppe Giuranna